# Campeonato Italiano de Rugby 1966-67
El Campeonato de Rugby de Italia de 1966-67 fue la trigésimo séptima edición de la primera división del rugby de Italia.

## Sistema de disputa
Los equipos se enfrentaron en condición de local y de visitante a cada uno de sus rivales.
El equipo que al finalizar el torneo se encuentre en la primera posición se declara automáticamente como campeón.
Mientras que los dos últimos equipos descenderán directamente a la segunda división.

## Desarrollo
- Tabla de posiciones:[1]

| Pos. | Equipo          | Encuentros | Encuentros | Encuentros | Encuentros | Tantos | Tantos | Tantos | Puntos |
| Pos. | Equipo          | PJ         | PG         | PE         | PP         | F      | C      | Dif    | Puntos |
| ---- | --------------- | ---------- | ---------- | ---------- | ---------- | ------ | ------ | ------ | ------ |
| 1.º  | L'Aquila Rugby  | 22         | 14         | 6          | 2          | 244    | 53     | +191   | 34     |
| 2.º  | Fiamme Oro      | 22         | 16         | 2          | 4          | 220    | 93     | +127   | 34     |
| 3.º  | CUS Roma        | 22         | 12         | 3          | 7          | 209    | 133    | +76    | 27     |
| 4.º  | Partenope Rugby | 22         | 10         | 5          | 7          | 163    | 133    | +30    | 25     |
| 5.º  | Rugby Parma     | 22         | 10         | 4          | 8          | 167    | 131    | +36    | 24     |
| 6.º  | Petrarca Padova | 22         | 7          | 6          | 9          | 132    | 155    | -23    | 20     |
| 7.º  | Amatori Milano  | 22         | 8          | 3          | 11         | 85     | 112    | -27    | 19     |
| 8.º  | Rugby Rovigo    | 22         | 7          | 5          | 10         | 134    | 231    | -97    | 19     |
| 9.º  | Rugby Milano    | 22         | 7          | 4          | 11         | 140    | 171    | -31    | 18     |
| 10.º | Rugby Livorno   | 22         | 6          | 5          | 11         | 77     | 186    | -109   | 17     |
| 11.º | SS Lazio Rugby  | 22         | 7          | 1          | 14         | 122    | 198    | -76    | 15     |
| 12.º | Bologna Rugby   | 22         | 3          | 6          | 13         | 76     | 173    | -97    | 12     |

|  | Desempate.               |
|  | Descendido a la Serie B. |

### Final
| 30 de abril de 1967 | L'Aquila Rugby | 6 - 0 | Fiamme Oro |  |  |

| Bandera de Italia      |
| Campeón L'Aquila Rugby |
| Primer título          |